# Pferde der Wehrmacht

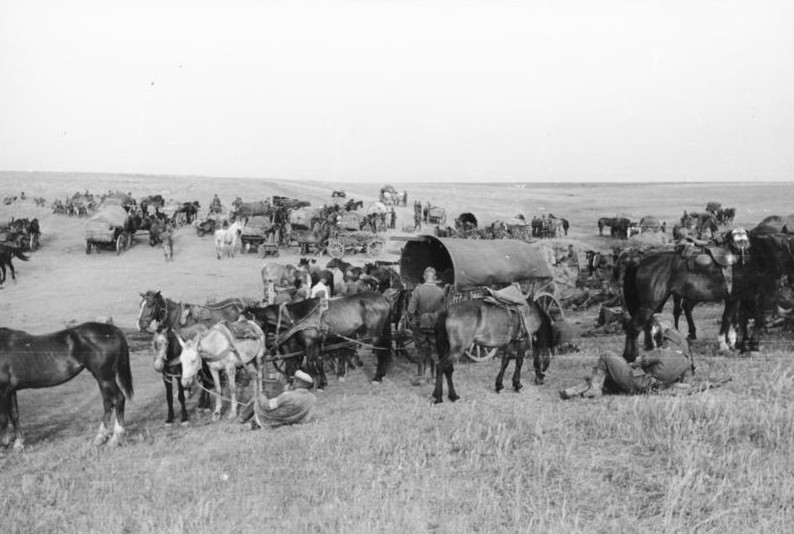
Bespannte Wehrmachteinheit in Südrussland (August 1942)

Pferde in der Wehrmacht waren als Armeepferde ein wichtiger Bestandteil des militärischen Transportwesens. In ihrer Masse war die Wehrmacht nicht motorisiert, sondern bespannt und beritten, was technische, taktische und ökonomische Gründe hatte.

## Vorgeschichte
Im Deutsch-Französischen Krieg hatte die Schnelligkeit der deutschen Truppen noch wesentlich von der Überlegenheit der Art und Anzahl der deutschen Pferde profitiert. Es waren allerdings auch ca. zwei Drittel der Pferde im Krieg zu Tode gekommen. Das Bewusstsein der Bedeutung von Pferden für den schnellen Krieg war somit weit verbreitet.

Eskadron der Reichswehr (1928)

Nach dem Friedensvertrag von Versailles hatte die Reichswehr 21 Infanterie-, 7 Artillerie- und 18 Reiter-Regimenter; die Reiter-Regimenter bildeten drei Kavallerie-Divisionen. Ab Oktober 1934 gingen mehrere Reiter-Regimenter an die Kraftfahrkampftruppe. Sie wurden umgebildet zu Reiter-Regimentern (mot.) und später zu Schützen-Regimentern, Panzer-Regimentern und Kradschützen-Bataillonen. Aus den noch vorhandenen Reiter-Regimentern entstanden ab Juli 1936 neue Kavallerie-Regimenter. Diese bestanden nicht nur aus den Reiter-Schwadronen, sondern auch aus Radfahr-Schwadronen, motorisierten Teileinheiten und Nachrichten-Einheiten. Sie umfassten damit drei verschiedene Fortbewegungsmittel bei deutlich erhöhter Feuerkraft. 1939 bestand schließlich in jedem Wehrkreis (außer dem Wehrkreis XVIII in Salzburg) ein Kavallerie-Regiment. Dazu kam die 1. Kavallerie-Brigade mit den Reiter-Regimentern 1 und 2. Aus ihr ging die 1. Kavallerie-Division hervor.

## Bestände

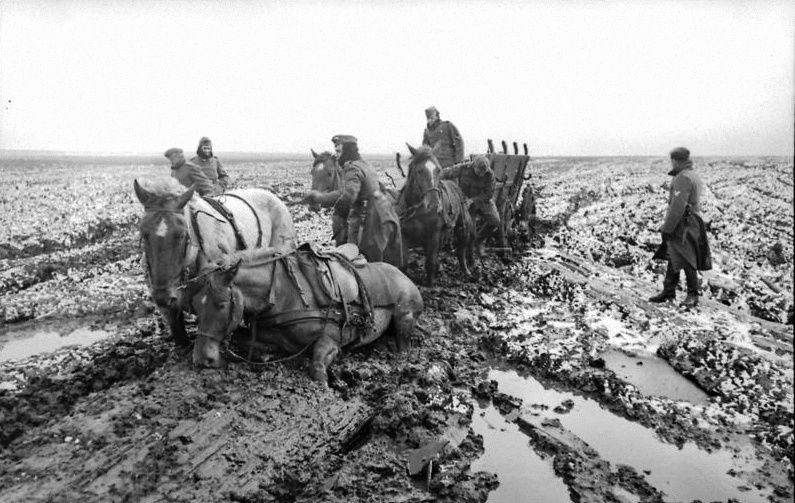
Russland (März 1942)

Der Bestand der Reichswehr lag 1933 bei 42.000 Pferden und stieg in der Wehrmacht der Vorkriegszeit auf 170.000. Zu Beginn des Überfalls auf Polen am 2. September 1939 lag der Pferdebestand infolge zusätzlicher Einziehungen bei 573.000 Hauspferden. Zwei Jahre später wurden für den Krieg gegen die Sowjetunion 750.000 Pferde bereitgestellt. Insgesamt wurden auf deutscher Seite im Zweiten Weltkrieg 2.800.000 Pferde eingesetzt. Einige „dienten“ über den gesamten Krieg als Truppenpferd.
Die Verluste waren hoch. 60–63 % der Pferde des Heeres verendeten. Nach einer Aufstellung des Generalstabes des Heeres zu den Pferdeverlusten im Feldheer (einschließlich der Feldeinheiten der Luftwaffe) für den Zeitraum vom 22. Juni 1941 bis zum 31. Dezember 1944 gingen monatlich etwa 30.000 Pferde verloren, davon über 90 % beim Ostheer. Insgesamt beliefen sich die Totalverluste seit dem 22. Juni 1941 auf 1.558.508 Pferde. Im Dezember 1944 gingen 26.134 Pferde verloren – bei 930.000 Pferden in jenem Monat. Zusätzlich befanden sich monatlich 40.000 bis 80.000 Pferde im Krankenstand. Entsprechend groß waren Zahl und Bedeutung der Veterinäre und Hufschmiede.
Die Armeepferde wurden u. a. ausgebildet als sogenannte Remonte-Pferde.

## Verwendung

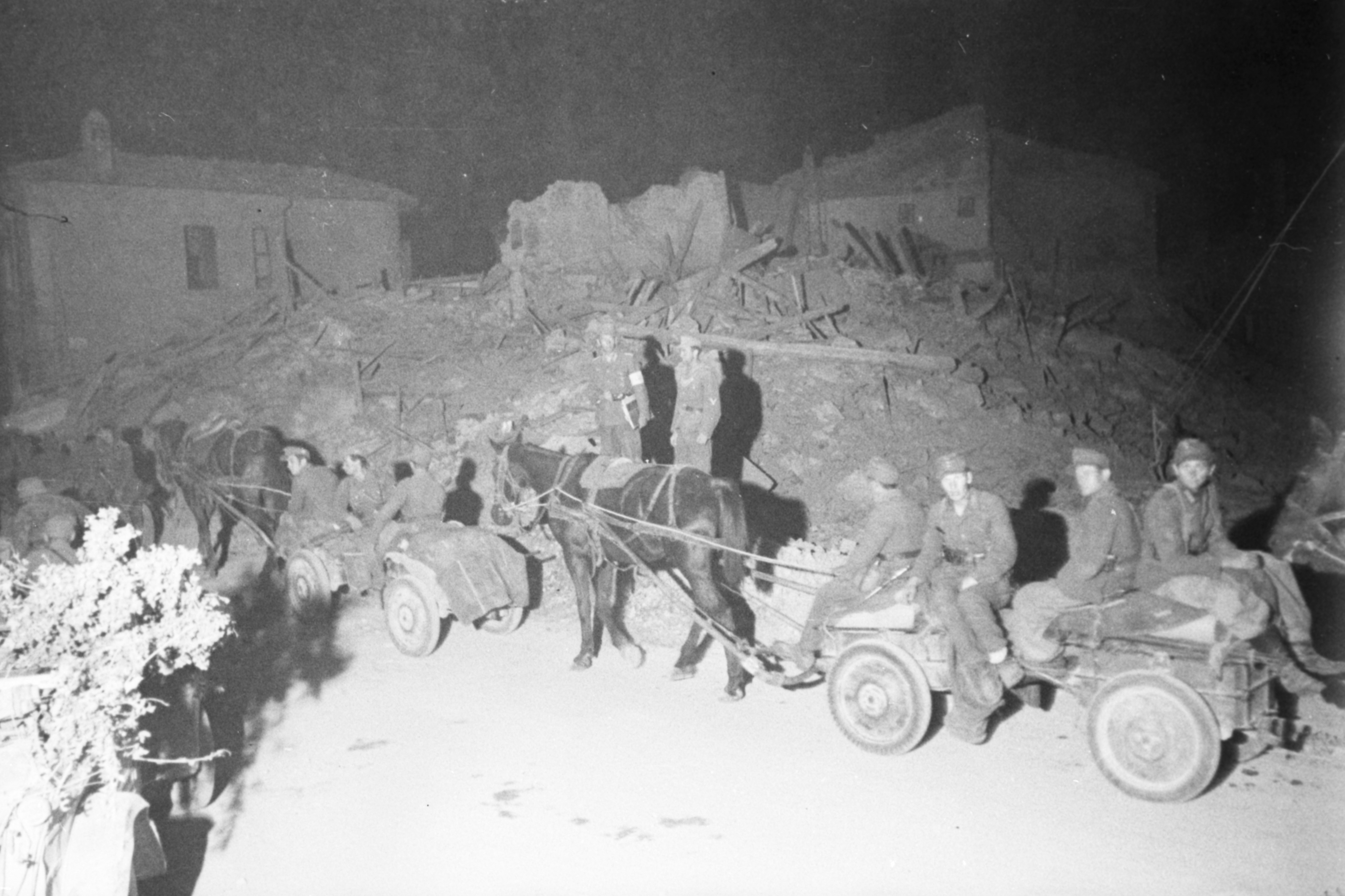
Deutsche Pferdegespanne in Italien (1944)

Pferde wurden in drei Bereichen eingesetzt:
1. In der Kavallerie von Heer und Waffen-SS als Fortbewegungsmittel der berittenen Infanterie (Dragoner),
2. bei anderen Waffengattungen als Fortbewegungsmittel des Führungspersonals (Offizierspferde) und teilweise noch für Meldereiter,
3. als Zugtiere vor allem bei der Artillerie und den Versorgungstruppen, aber auch Pionieren und der Nachrichtentruppe von Wehrmacht und Waffen-SS.

Als Offizierspferde, bedingt auch als Zugtiere wurden Pferde auch bei der Luftwaffe und der Kriegsmarine eingesetzt.
Allein das Pferd machte die Infanterie beweglich und ermöglichte militärische Aufklärung. Es zog schwere Waffen und Versorgungsfahrzeuge und diente der Führung als Beförderungsmittel. Im Fortgang des Krieges dehnte sich der Tätigkeitsbereich der Pferde noch aus; auch die motorisierten Divisionen und die Panzer-Divisionen mussten in ihrer Versorgung und Unterstützung zunehmend auf Pferde zurückgreifen. Der Pferdebestand derartiger Divisionen lag 1942 bei 1.500. Selbst die Volksgrenadier-Divisionen von 1944 umfassten planmäßig noch 1.290 Pferde gegenüber 57 motorisierten Fahrzeugen.
Letztlich bedingten die wirtschaftlichen Zwänge die Pferdeabhängigkeit. Der deutschen Industrie gelang es nie, auch nur annähernd so viele Fahrzeuge zu produzieren, wie es für eine Vollmotorisierung nötig gewesen wäre. Hinzu kam das bereits für den bestehenden Fahrzeugbestand zunehmend gravierende Problem der Kraftstoffversorgung.
Die Lebenserwartung eines Pferdes im Krieg betrug etwa vier Jahre, während Kraftfahrzeuge schon nach einem Jahr ausfielen. Der Zweite Weltkrieg war der „größte Pferdekrieg der Geschichte“.

### Überfall auf Polen
Mit der Mobilmachung wurden die 13 bestehenden Kavallerie-Regimenter aufgelöst. Sie traten planmäßig zu den neu aufgestellten Aufklärungs-Abteilungen der Divisionen. Nach Bildung der 2. Kavallerie-Brigade mit zwei neugebildeten Reiter-Regimentern entstand zudem die 1. Kavallerie-Division. Trotz der Teilmotorisierung verfügte sie über 17.000 Pferde. Die Infanterie-Regimenter erhielten jeweils einen Infanterie-Reiterzug. 1940 umfasste ein Infanterie-Regiment 626 Pferde. Mit den Aufklärungs-Abteilungen bildeten sie die „Truppenkavallerie“ gegenüber der 1. KD als „Heereskavallerie“.
Bei Kriegsbeginn lag die Pferdesollstärke einer Infanterie-Division zwischen 4.077 und 6.033 Pferden. Im Ostfeldzug hatten die Divisionen zeitweise 2.000 Panjepferde im Beritt. Die Pferdesollzahlen der genormten 44. Infanterie-Division wurde auf 3.979 Pferde und die der 45. Infanterie-Division auf 3.608 Pferde herabgesetzt, um den Nachschubbedarf zu verringern.

### Westfeldzug
Für den Westfeldzug standen jeder Division 5.000 Pferde und 1.000 Gespanne zur Verfügung.

### Krieg gegen die Sowjetunion
Im Winter 1941/42 wurden die Aufklärungs-Abteilungen an der Ostfront zwar sehr erfolgreich eingesetzt; wie die Infanterie-Reiterzüge waren sie aber bald ausgebrannt. Aus den im Winter 1942/43 daher noch bei Divisionen im Osten befindlichen Reiter-Schwadronen wurden die Reiterverbände Boeselager und v. Winning gebildet. Aus ihnen wurden bis zum Sommer 1943 die Kavallerie-Regimenter Mitte, Nord und Süd gebildet. Aus ihnen entstanden 1944 die Kavallerie-Regimenter 5, 31, 32 und 41, vereinigt in der 3. und 4. Kavallerie-Brigade und schließlich im I. Kavallerie-Korps. Zunächst an der Ostfront eingesetzt, ging das I. KK nach Ostpreußen zurück. Es zog weiter nach Ungarn und ging im Mai 1945 in Österreich in britische Kriegsgefangenschaft.

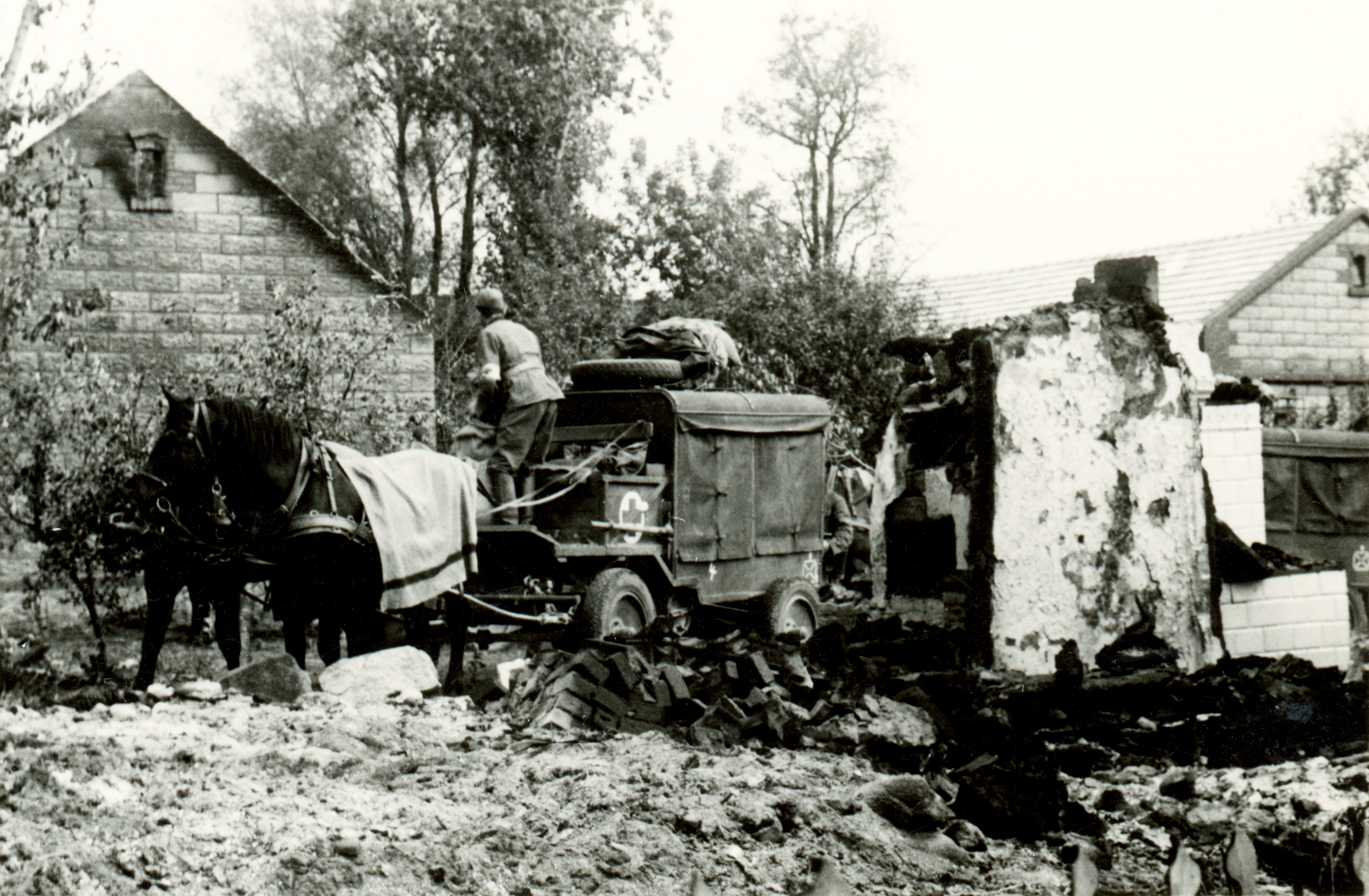
Bespannte Einheit zum Transport von Verwundeten
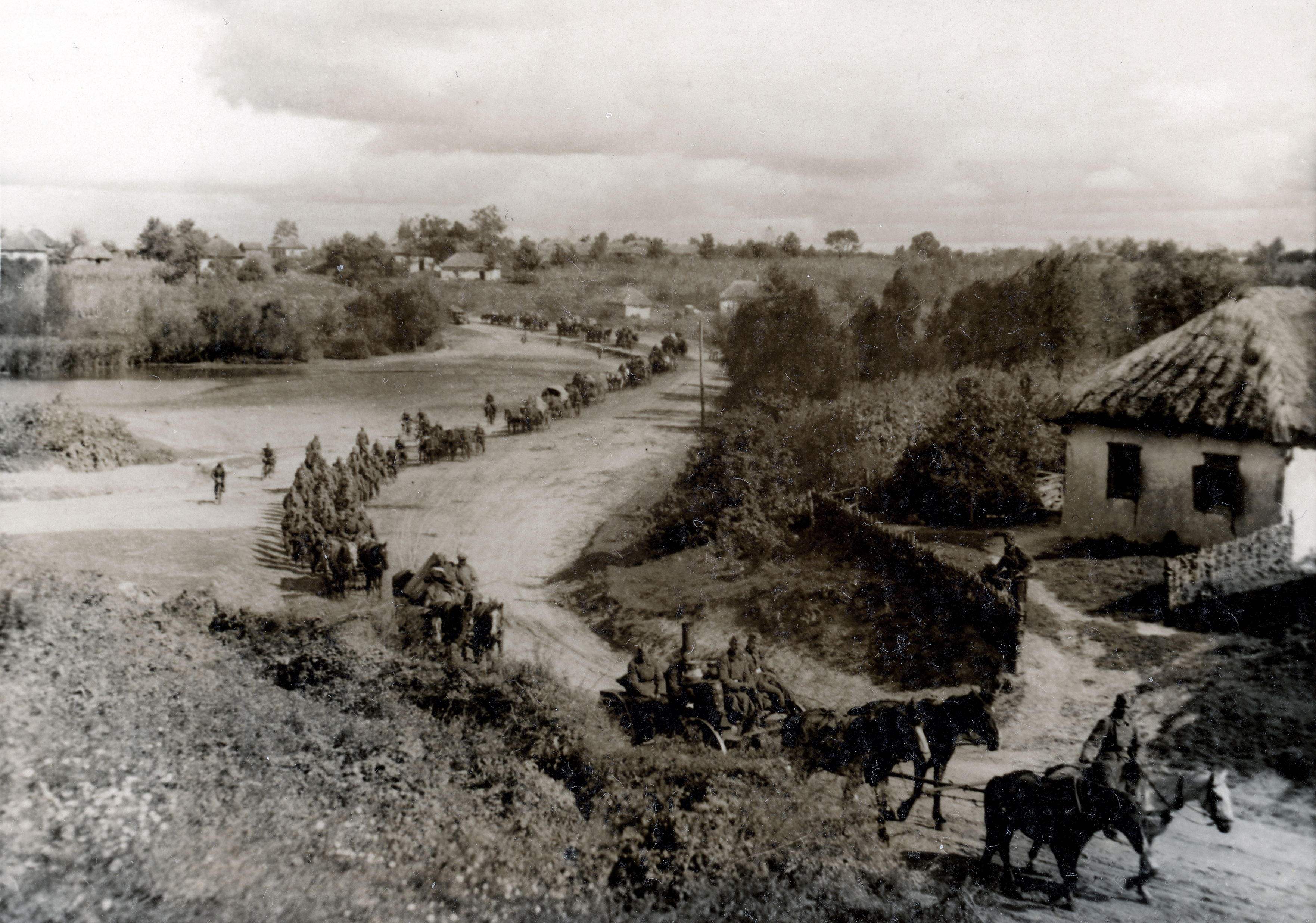
Vormarsch bespannter Wehrmachtseinheiten im deutsch-sowjetischen Krieg (wahrscheinlich Ukraine o. Weißrussland)
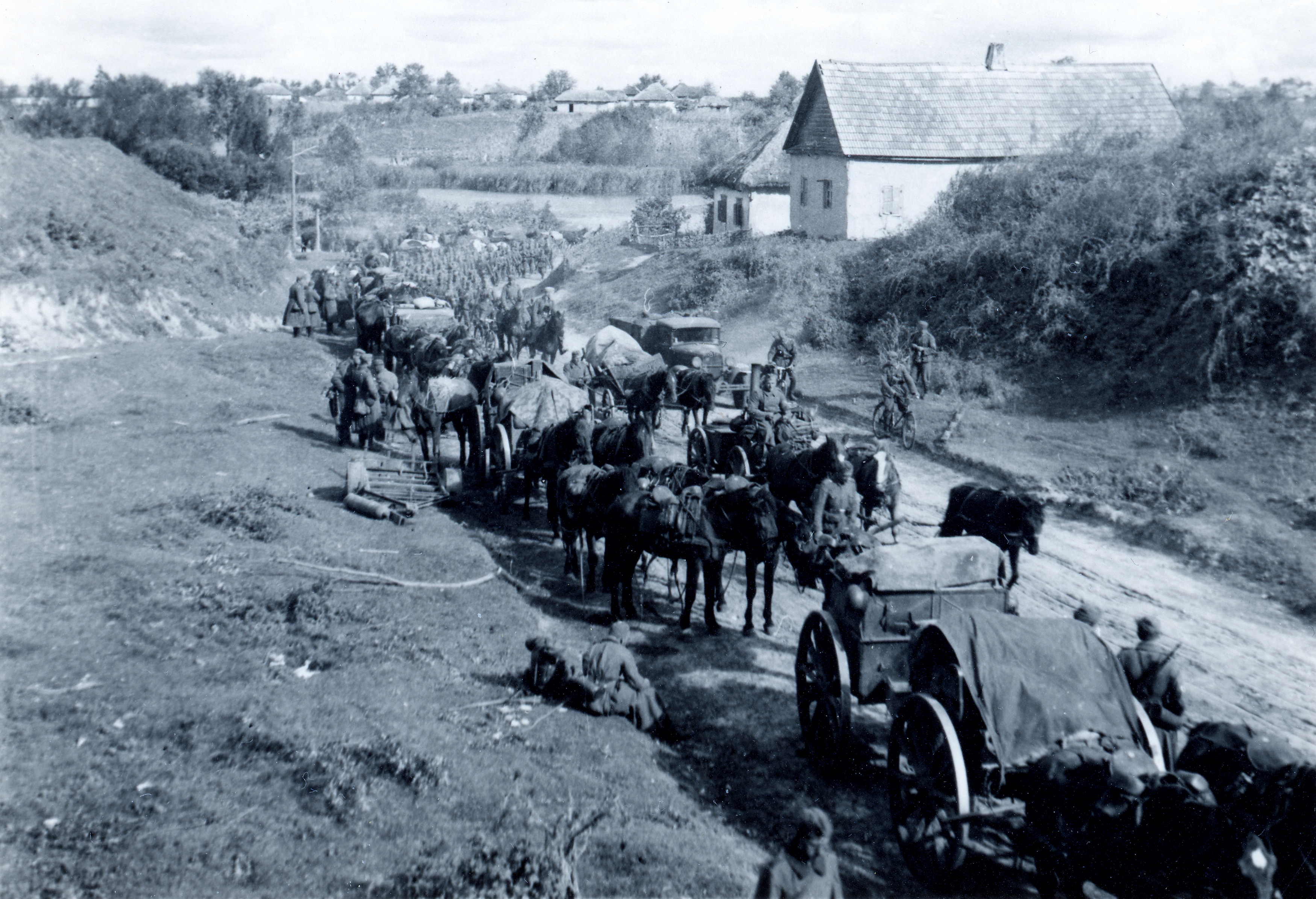
Vormarsch bespannter Wehrmachtseinheiten im deutsch-sowjetischen Krieg (wahrscheinlich Ukraine o. Weißrussland)
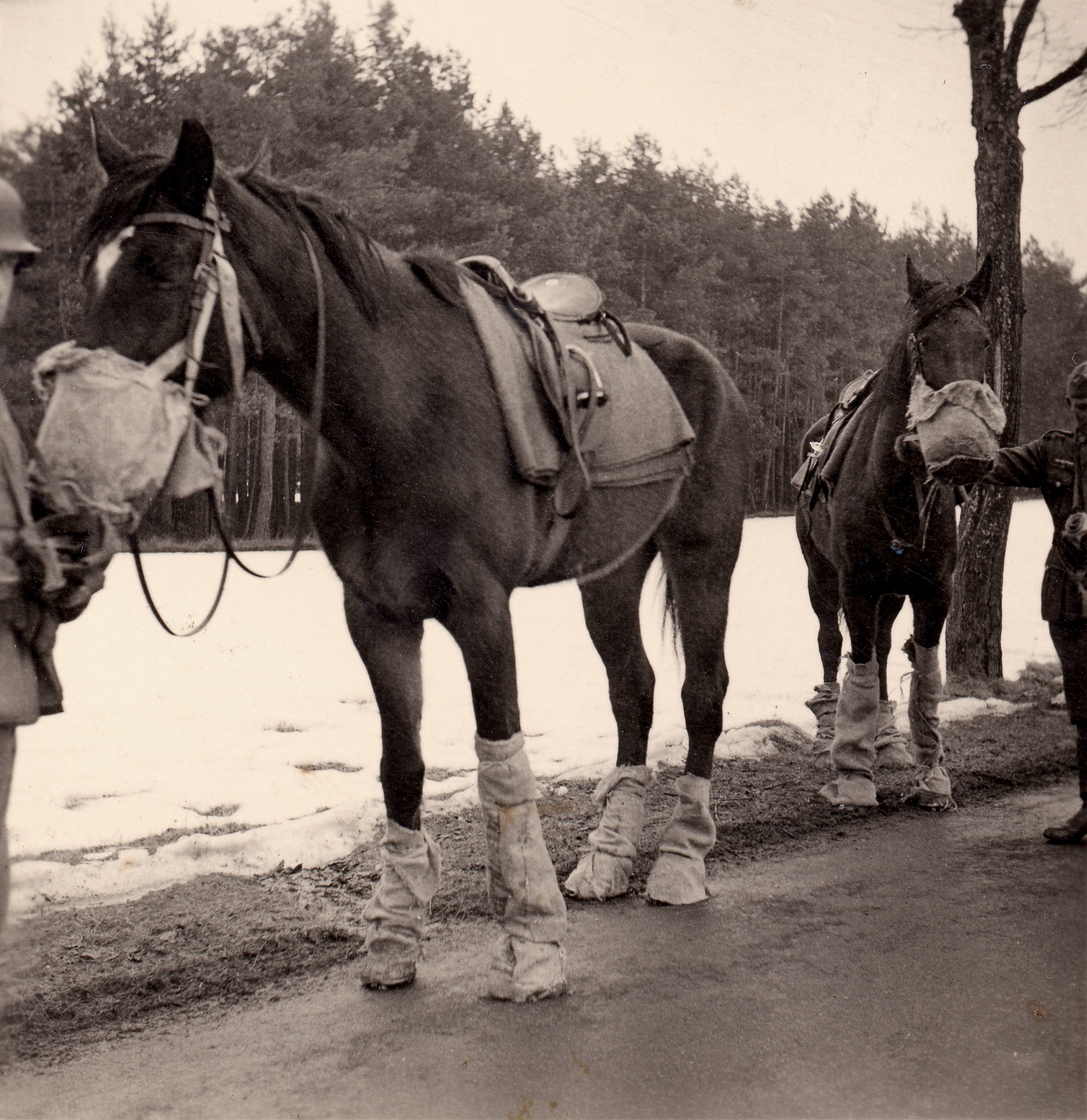
Die Stoffumwicklung der Beine diente in erster Linie dem Schutz vor „Bruchharsch“ beim Ritt abseits der geräumten Straßen. Diese Pferde sind (auf Grund ihrer Sättel) als „Reitpferde“ zu erkennen, und wurden deutlich besser gepflegt als die reinen Zug- und Transportpferde.
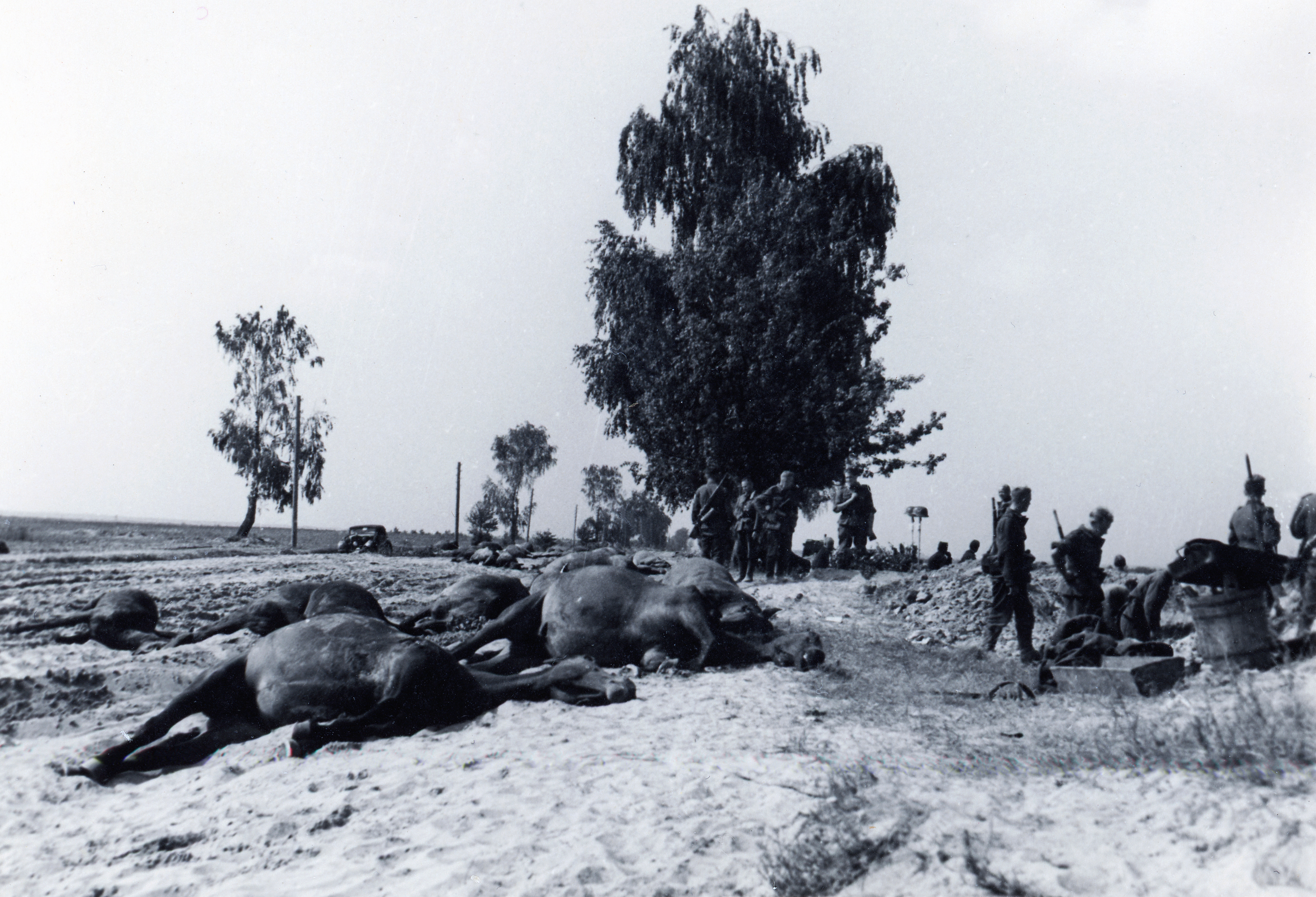
Getötete Militärpferde (südlich Paritschi, am 6. August 1941)
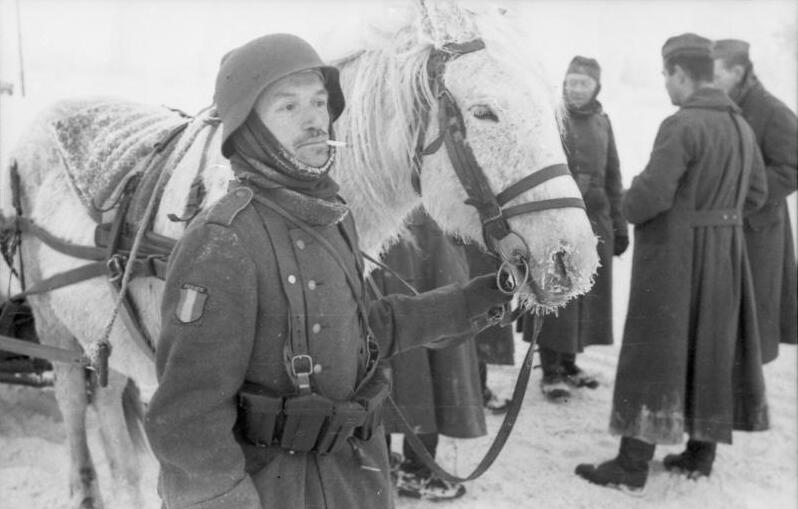
Französische Legion (November 1941)
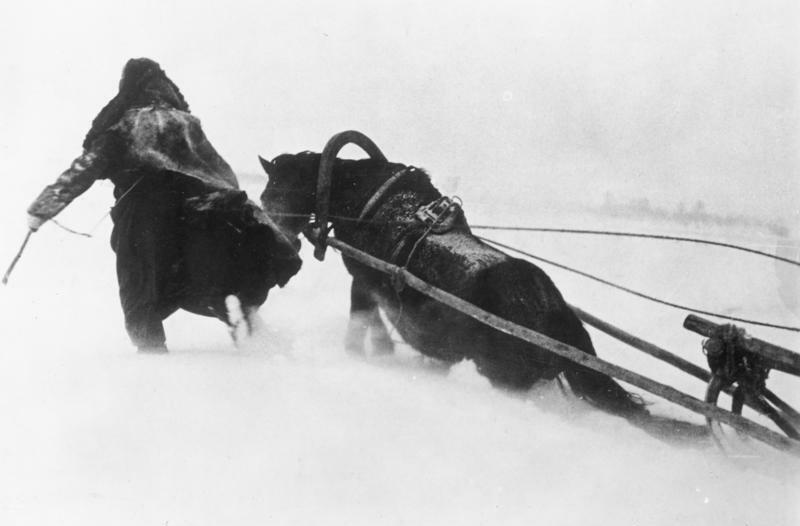
Pferdeführer im Schneesturm, Ostfront Anfang 1942
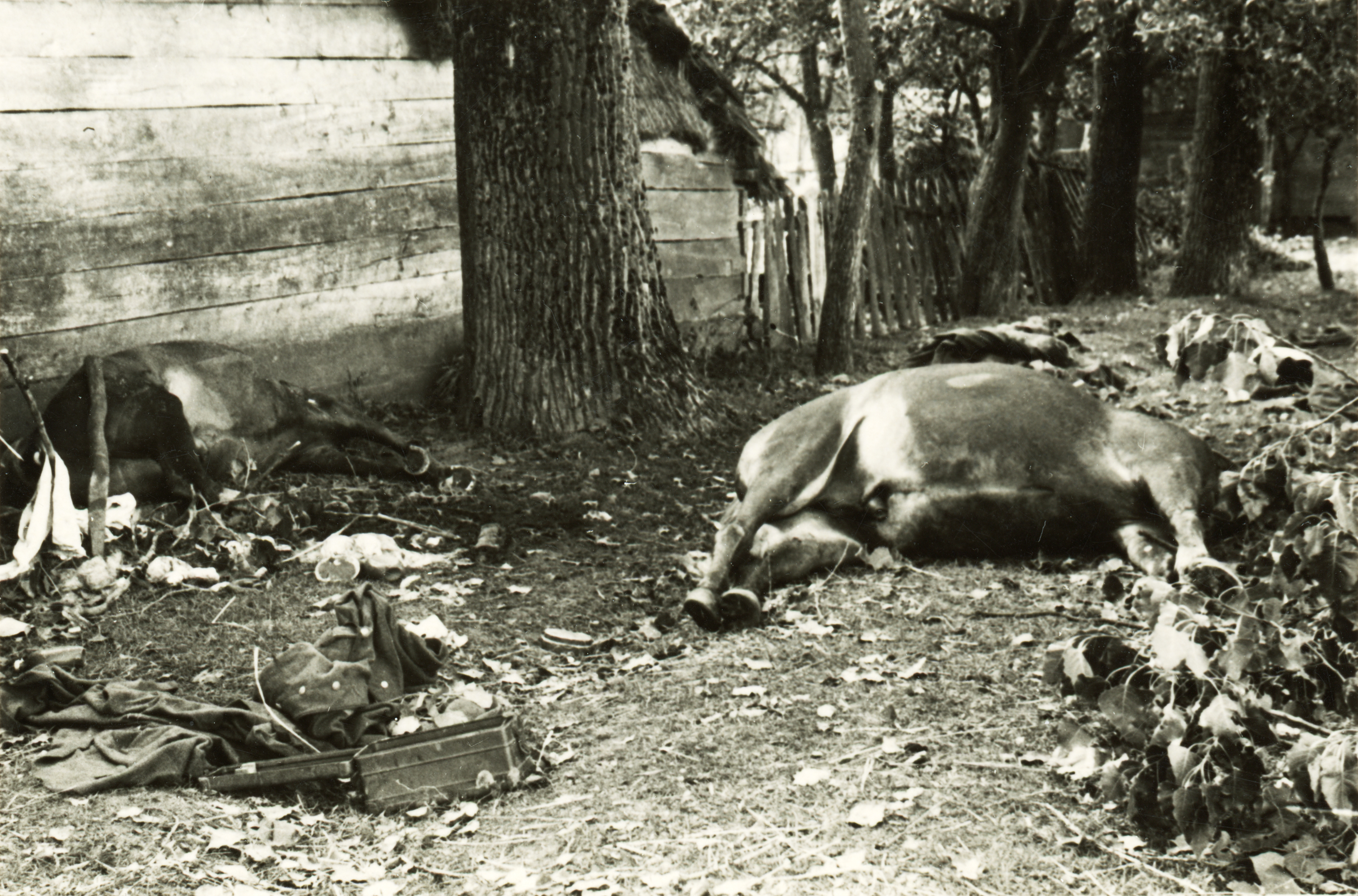
Für den Krieg gegen die Sowjetunion wurden 750.000 Pferde bereitgestellt. Insgesamt wurden auf deutscher Seite im Zweiten Weltkrieg 2.800.000 Pferde eingesetzt. Die Verluste waren hoch. 60–63 % der Pferde des Heeres verendeten